# Dimerium meliolicola
Dimerium meliolicola är en svampart som först beskrevs av Franz Petrak, och fick sitt nu gällande namn av Clifford George Hansford 1946. Dimerium meliolicola ingår i släktet Dimerium, klassen Dothideomycetes, divisionen sporsäcksvampar och riket svampar.   Inga underarter finns listade i Catalogue of Life.
I den svenska databasen Dyntaxa används istället namnet Phaeodimeriella meliolicola för samma taxon.  Arten är reproducerande i Sverige.